# Kojiki
Kojiki er en bog, som handler om shinto (Japans førende religion). Bogen blev skrevet i 700-tallet.
| Religion | Spire Denne religionsartikel er en spire som bør udbygges. Du er velkommen til at hjælpe Wikipedia ved at udvide den. |